# Cajnko
Cajnko je priimek v Sloveniji, ki ga je po podatkih Statističnega urada Republike Slovenije na dan 1. januarja 2010 uporabljalo 136 oseb in je med vsemi priimki po pogostosti uporabe uvrščen na 3.290. mesto.

## Znani nosilci priimka
- Ana Cajnko (*1946), keramičarka, slikarka, likovna pedagoginja
- Borut Cajnko (*1956), gledališčnik, tehnični organizator festivalov, oblikovalec svetlobe, prevajalec
- Majda Cajnko, arhitektka, galeristka
- Mojca Cajnko, sociologinja /klasična filologinja?
- Petra Cajnko, dr., prof. matematike in filozofije
- Tugomir Cajnko (1915—2002), gozdar
- Valentin Cajnko (1868—1925), rimskokatoliški duhovnik in publicist
- Vinko Cajnko (1911—2007), kolesar in športni delavec
- Zvonko Cajnko (1922—2014), sociolog, politolog